# Hjir
Hjir (Fries voor hier) was een Friestalig literair tijdschrift.
Hjir bestond van 1972 tot 2009 en verscheen zeven keer per jaar. Een van de nummers bevatte de verhalen of gedichten die de jaarlijkse Rely Jorritsmapriis hebben gewonnen. Hjir werd uitgegeven door Hispel, met steun van de provincie Fryslân en het Nederlands Literair Productie- en Vertalingenfonds. Tot de bekende schrijvers die geregeld in Hjir publiceerden, behoorden Eric Hoekstra, Margryt Poortstra, Cornelis van der Wal en Elmar Kuiper. In 2009 is Hjir samen met Farsk opgegaan in Ensafh.
De redactie van Hjir bestond in 2004 uit:
- Greet Andringa
- Piter Boersma
- Hein Jaap Hilarides
- Alpita de Jong
- Jelma S. Knol
- Jacobus Q. Smink
- Janneke Spoelstra
- Sytse Jansma
- Sito Wijngaarden